# Delphiniobium canadense
Delphiniobium canadense är en insektsart. Delphiniobium canadense ingår i släktet Delphiniobium och familjen långrörsbladlöss. Inga underarter finns listade i Catalogue of Life.